# شهرستان چستر (پنسیلوانیا)
شهرستان چستر، پنسیلوانیا (به انگلیسی: Chester County, Pennsylvania) شهرستانی در ایالات متحده آمریکا است که در پنسیلوانیا واقع شده‌است.

## خصوصیات
شهرستان چستر ۱٬۹۶۸٫۴ کیلومترمربع مساحت دارد.